# Lacoochee
Lacoochee es un lugar designado por el censo ubicado en el condado de Pasco en el estado estadounidense de Florida. En el Censo de 2010 tenía una población de 1.714 habitantes y una densidad poblacional de 230,75 personas por km².

## Geografía
Lacoochee se encuentra ubicado en las coordenadas 28°27′56″N 82°10′13″O / 28.46556, -82.17028. Según la Oficina del Censo de los Estados Unidos, Lacoochee tiene una superficie total de 7.43 km², de la cual 7.39 km² corresponden a tierra firme y (0.45%) 0.03 km² es agua.

## Demografía
Según el censo de 2010, había 1.714 personas residiendo en Lacoochee. La densidad de población era de 230,75 hab./km². De los 1.714 habitantes, Lacoochee estaba compuesto por el 67.91% blancos, el 19.37% eran afroamericanos, el 1.11% eran amerindios, el 0.12% eran asiáticos, el 0.12% eran isleños del Pacífico, el 8.63% eran de otras razas y el 2.74% pertenecían a dos o más razas. Del total de la población el 38.97% eran hispanos o latinos de cualquier raza.